# Elophila nigralbalis
Elophila nigralbalis là một loài bướm đêm trong họ Crambidae.